# Maesong-myeon
Maesong-myeon (koreanska: 매송면) är en socken i den nordvästra delen av Sydkorea,  30 km sydväst om huvudstaden Seoul. Den ligger i kommunen Hwaseong i provinsen Gyeonggi.